# Skuff
 (juillet 2012).
Si vous disposez d'ouvrages ou d'articles de référence ou si vous connaissez des sites web de qualité traitant du thème abordé ici, merci de compléter l'article en donnant les références utiles à sa vérifiabilité et en les liant à la section « Notes et références ».

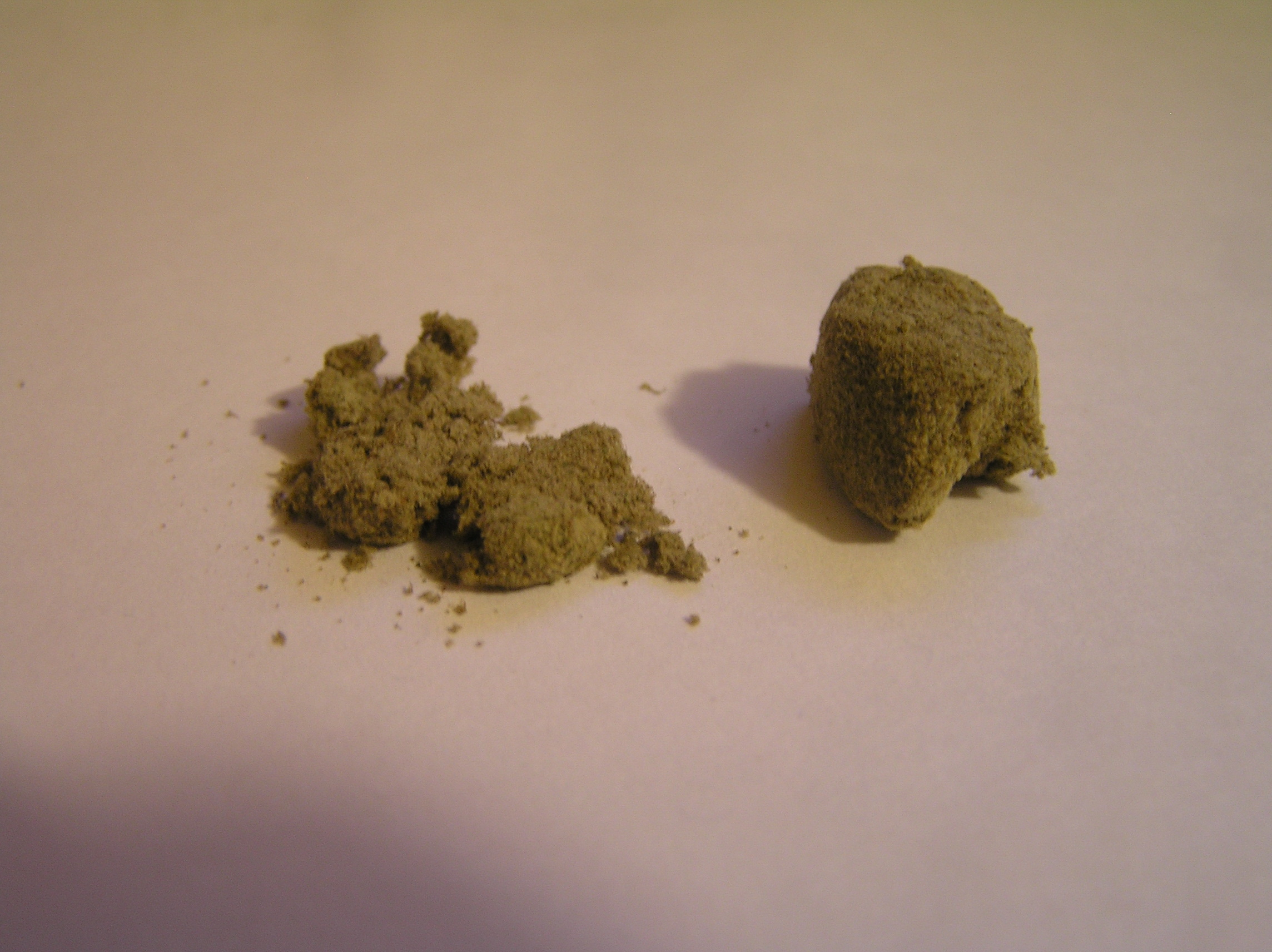
Approximativement 750 milligrammes de skuff, un morceau compressé et un cassé.

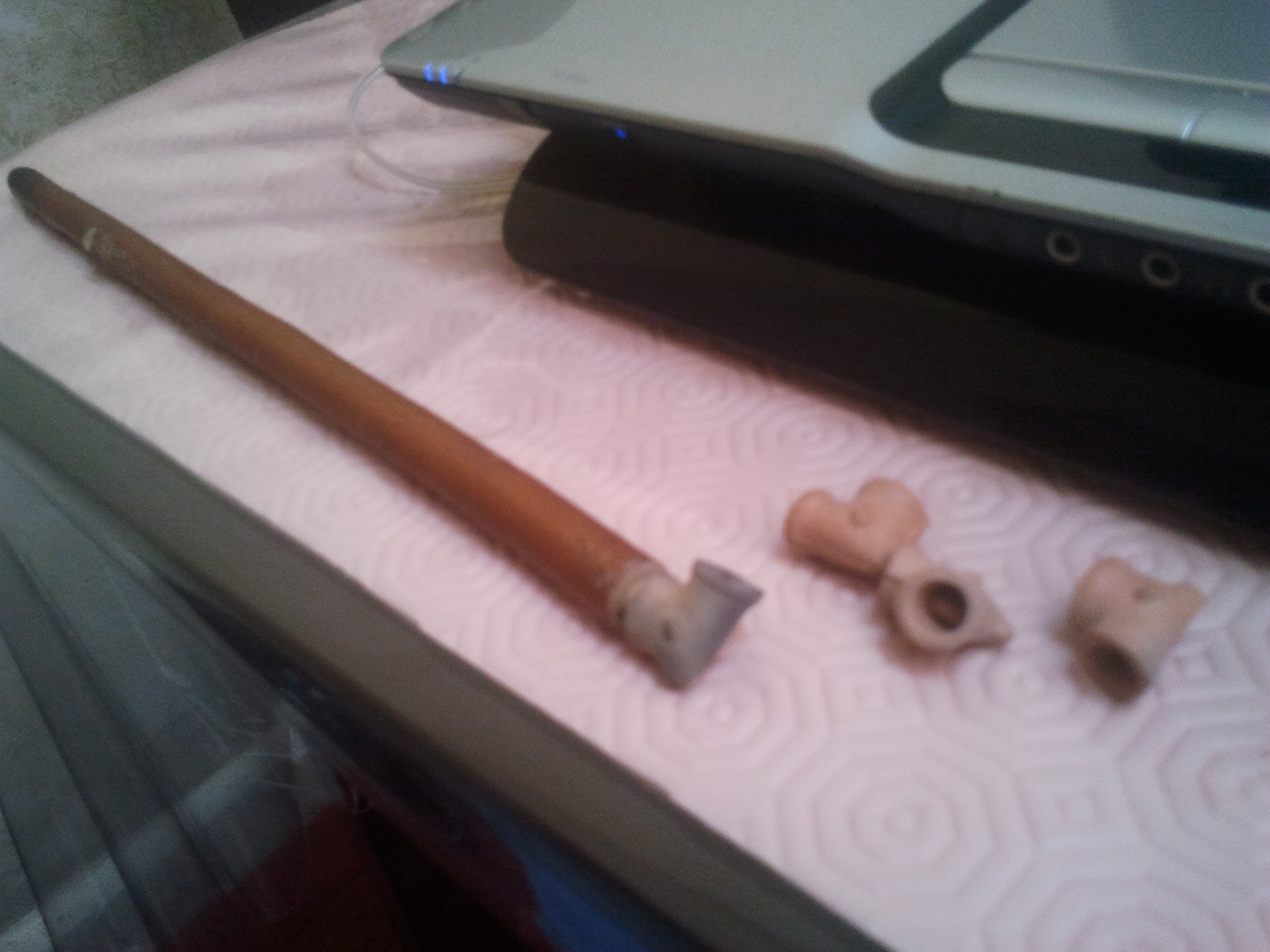
Sebsi, une pipe avec fourneau très étroit qui permet de vaporiser des mini-portions (25 mg) du skuff pur (sans tabac).

Le skuff est un dérivé manufacturé du cannabis. Il se différencie de son cousin le haschich de par la différence du tamisage utilisé. Le tamis est plus grossier que pour le haschich, permettant de laisser passer, outre les trichomes et donc le THC, des débris végétaux (particules de feuilles, de fleurs de cannabis).

## Histoire
Les hommes ont mis en place différents procédés afin de conditionner et d'élaborer des dérivés de la marijuana.
Un de ces procédés consistait à étendre un grand carré de tissu étanche au sol puis de réunir plusieurs kilogrammes de fleurs de cannabis dans un linge de coton fermé par une corde de chanvre en un gros baluchon. Ensuite le baluchon était frappé vigoureusement contre le sol sur la toile jusqu'à ce que la plupart des particules fines se soient échappées du baluchon. La poudre recueillie sur la toile était récupérée puis agglomérée à la main et enfin pressée en bloc ou en plaque compacte.
Cette tradition séculaire est encore pratiquée de nos jours en Inde et au Maroc notamment.
Cependant, le renouveau est venu des Pays-Bas où des consommateurs réguliers de cannabis eurent l'idée d'élaborer une machine, le « Pollinator » sorte de long et gros rouleau métallique dont les parois sont faites de tamis et qui permet d'augmenter significativement le rendement et la production qui étaient plutôt faible avec le battage manuel.
Au Maroc, autour de Tanger, on pratique plusieurs « frappes ». On se sert d'un pot en terre recouvert d'un tissu ressemblant à un bas ou un collant de nylon censé laisser passer les particules (le haschisch). Sur celui-ci sont déposées les têtes des pieds femelles puis on recouvre d'autres tissus. Le tout est noué sous le pot de façon à tendre les tissus au maximum. Ensuite, à l'aide d'un bâton ou d'un autre ustensile contondant, on frappe sur les tissus. La première récolte au fond du pot est la qualité n°1. Ce sont les fibres qui se détachent le plus facilement. On recommence l'opération et on récupère un produit moins fort. Puis une troisième fois. Cette poudre, la n°1, la 2 ou la 3, est mise ensuite dans l'emballage plastique d'un paquet de cigarettes blondes, serrée à l'intérieur et frottée contre la jambe pour la chauffer et l'amalgamer afin de la rendre plus compacte. C'est une méthode artisanale pratiquée à la va vite par les paysans afin de dépanner un voyageur ou emmener un petit bout de « shit » avec eux, quoiqu'ils préfèrent le « kif » (têtes des pieds femelles coupées finement et fumées à la pipe) ou « sebsi », du dialecte arabe marocain, en général. À grande échelle néanmoins, le principe est le même.[réf. nécessaire]

## Fabrication
Le skuff est un produit extrêmement concentré en THC, le taux est supérieur à 20 % et peut atteindre presque 30 % pour les variétés les plus modernes.
Le skuff est de couleur vert-brun à vert vif, sa consistance est solide et compacte et il brûle très rapidement dès qu'une flamme est approchée.
L'engouement visible aux Pays-Bas pour le skuff est explicable par deux facteurs, premièrement le taux élevé de THC qui attire les consommateurs en recherche de « défonce » rapide et brutale et secondement le goût très doux et sucré qui tranche avec l'acidité et l'âpreté de certains haschich ou herbes.